# کلئوپاترا (فیلم ۲۰۱۳)
«کلئوپاترا» (انگلیسی: Cleopatra (2013 film)) یک فیلم است که در سال ۲۰۱۳ منتشر شد.